# 新津恒吉
新津 恒吉（にいつ つねきち、1870年5月19日（明治3年4月19日）- 1939年（昭和14年）8月18日）は、日本の商人（石油商）、実業家、新潟県多額納税者。石油元売会社昭和シェル石油（現出光興産）の前身の1つである新津石油の創業者。石油共同販売所常務取締役。

## 人物
新潟県三島郡出雲崎町出身。新津多平治の長男。
勤勉で私欲が薄く、23歳で独立してから工場で寝泊りをする毎日を送り、60歳初頭まで持ち家を持たなかった。また、私財を投じて新潟空港の拡張や新潟市公会堂の建設へ寄付したり、外国人技術者の招聘のために迎賓館（現在は修繕の上、新津記念館として保存・公開されており、1998年には、県内初として新潟県の有形文化財建造物に登録を受けている）を建設したりした。
貴族院多額納税者議員選挙の互選資格を有する。住所は新潟県中蒲原郡新津町（現新潟市）。